# 侠骨丹心 (电视剧)
《侠骨丹心》（英語：The Patriotic Knights）根据梁羽生的小说《侠骨丹心》拍攝製作的武侠电视剧，此劇2008年首播。由鞠觉亮导演，主演陈龙、萧蔷、钟汉良、何美钿、景岗山、何佳怡、申军谊。2006年-2007年制作完成，DVD在2007年发行，直到2010年在中国贵州电视台首播。
　　

## 演员表
- 陈龙 饰 金逐流（金世遗的儿子，配音：谢添天）
- 萧蔷 饰 史红英（金逐流的妻子，金世遗的儿媳，配音：冯骏骅）
- 钟汉良 饰 厉南星（厉胜男的侄子，配音：金锋）
- 何美钿 饰 仲燕燕（丐帮帮主的孙女，前期喜欢金逐流，配音：杨梦露）
- 景岗山 饰 金世遗（金逐流的父亲，谷之华的丈夫，厉胜男的情人）
- 何佳怡 饰 谷之华（金世遗的妻子，金逐流的母亲，配音：姜玉玲）
- 牛萌萌 饰 厉胜男（金世遗的情人，死于孟神通手中，配音：杨梦露）
- 高雄 饰 江海天（金世遗的徒弟，大侠，配音：刘彬）
- 申军谊 饰 史白都（史红英的哥哥，金逐流的大舅哥）
- 李菲 饰 贺大娘（配音：姜玉玲）
- 徐少强 饰 孟神通（大魔头，死于金世遗手中，配音：刘彬）
- 斯琴高丽 饰 封妙嫦（配音：黄笑嬿）
- 康华 饰 董十三娘（配音：黄笑嬿）
- 计春华 饰 帅孟雄（配音：袁国庆）
- 王德顺 饰 仲长统（配音：袁国庆）
- 李东翰 饰 秦元浩（配音：翟巍）
- 王建新 饰 阳浩（配音：张欣）
- 刘卫华 饰 欧阳坚（配音：符冲）
- 李国华 饰 魏忠贤（配音：王肖兵）
- 陈之辉 饰 圆海
- 白志成 饰 漱石道长（配音：王肖兵）
- 谭建昌 饰 李敦（配音：张欣）
- 王力 饰 焦磊
- 李克龙 饰 青符
- 王朔 饰 叶慕华
- 韩振华 饰 封子超（配音：王肖兵）
- 马继 饰 文道庄
- 程武 饰 文胜中（配音：金锋）
- 李鸿 饰 谷中莲
- 徐叶娜 饰 江晓芙
- 原文庆 饰 宇文雄（配音：张欣）
- 王群 饰 尉迟炯
- 何思融 饰 祁圣因
- 谢加起 饰 沙千峰（配音：刘彬）
- 谭歆柔 饰 牡丹（史红英丫鬟）
- 张莹 饰 芍药
- 徐向东 饰 陈天宇
- 冯晶 饰 陈光照
- 郭勇 饰 灰狼

## 外部連結
- 侠骨丹心 （页面存档备份，存于） 新浪网